# 방인근
방인근(方仁根, 1899년 12월 29일 ~ 1975년 1월 1일)은 일제강점기부터 활동한 대한민국의 소설가이다. 호는 춘해(春海)이다.

## 생애
충청남도 예산군에서 출생하여 경성부의 배재고등보통학교를 졸업했다. 이후 일본으로 유학을 떠나 아오야마학원을 거쳤고, 주오 대학에서 독문학을 전공했다.
유학을 마치고 귀국한 뒤 이광수가 주재한 월간 문예지 《조선문단》 발행에 사재를 털었다. 《조선문단》은 조선프롤레타리아예술가동맹의 경향파 문학에 대항하는 순수문학파의 거점이었다. 《조선문단》 경영으로 가산을 탕진하면서 잠시 교편을 잡기도 했고, 《기독교신보》, 《문예공론》, 《신생》, 《시조》 등 주로 언론사 편집국에서 근무하거나 방송사 촉탁으로 일했다.
문단에는 시 〈하늘과 바다〉(1923)를 발표하며 등단했으나, 이후에는 소설 창작과 평론 작업에 몰두했다. 1920년대까지는 순수문학 계열의 단편 소설을 발표하다가, 1930년대 들어서는 신문에 연재되는 대중적인 장편 소설을 집필했다. 《괴청년》, 《마도의 향불》, 《방랑의 가인》, 《화심》, 《쌍홍무》, 《새벽길》 등이 이 시기에 발표한 작품이다.
이 가운데 《마도의 향불》(1932)과 《방랑의 가인》(1933) 연재를 통해 이 시기 대중문학을 이끄는 대표적인 인기 작가로 부상했다. 작품 경향은 1930년대 대중소설 작가들과 유사하게 통속적인 멜로드라마 형식을 취하고 있다. 그러나 박계주나 김말봉과 같이 순정적인 여주인공을 등장시키지 않고, 요부형 여성을 주인공으로 삼아 애욕의 문제를 솔직하고 적나라하게 다루고 있다는 점에서 독특한 면이 있다. 대표적인 예가 방인근의 공주영명학교 동창인 성악가 안기영의 실화를 토대로 집필해 큰 화제를 모았던 《방랑의 가인》으로, 성악과 교수와 여학생의 불륜을 통해 남녀 사이의 애욕을 세밀하게 표현했다는 평을 들었다:.
일제 말기 태평양 전쟁 시기의 행적 때문에 2008년 발표된 민족문제연구소의 친일인명사전 수록예정자 명단 중 문학 부문에 선정되었다.
광복 후에는 추리 소설 집필에 많은 관심을 보였고, 영화 제작에 관여하여 자신의 호를 딴 춘해 프로덕션을 설립하고 운영했다. 직접 《젊은 아내》(1959)의 시나리오도 쓴 바 있다. 이강천이 연출한 이 작품은 늙은 화가의 후처인 여주인공이 젊은 화가와 불륜에 빠진다는 내용으로, 방인근의 장편소설에서 흔히 볼 수 있는 설정이다.

## 참고 자료
- 권영민 (2004년 2월 25일). 《한국현대문학대사전》. 서울: 서울대학교출판부. 396쪽쪽. ISBN 89-521-0461-7.
- 강옥희,이영미,이순진,이승희 (2006년 12월 15일). 《식민지시대 대중예술인 사전》. 서울: 소도. 143~145쪽쪽. ISBN 978-89-90626-26-4.